# برای اولین بار
برای اولین بار  دومین آلبوم استودیویی با صدای احسان خواجه‌امیری خوانندهٔ پاپ می‌باشد که در سال ۱۳۸۴  روانه بازارها شد.

## عوامل
ترانه سرای تمامی قطعات آلبوم بر عهده افشین یداللهی بوده‌است.
آهنگسازی هفت قطعه از یازده قطعه این آلبوم بر عهده احسان خواجه‌امیری، دو قطعه بر عهده پدرام کشتکار،و یک قطعه آن هم  بر عهده امید حجت بوده‌است.
تنظیم این آلبوم را احسان خواجه‌امیری،پدرام کشتکار، ایمان حجت، بهنام خدارحمی و امیر فتحی بر عهده داشتند.
میکس و مسترینگ تمامی قطعات بر عهده احسان خواجه‌امیری بوده‌است.

## فهرست
آلبوم برای اولین بار شامل ۱۱ قطعه می‌باشد  که ۱ قطعه آن‌ها به صورت تک‌آهنگ (تیتراژ سریال غریبانه) منتشر شده بود.
| شماره      | نام                   | سراینده       | آهنگساز          | تنظیم            | مدت   |
| ---------- | --------------------- | ------------- | ---------------- | ---------------- | ----- |
| ۱.         | «برای آخرین بار»      | افشین یداللهی | احسان خواجه‌امیری | احسان خواجه‌امیری | ۳:۰۰  |
| ۲.         | «خیال تو»             | افشین یداللهی | پدرام کشتکار     | پدرام کشتکار     | ۳:۵۵  |
| ۳.         | «لبخند اجباری»        | افشین یداللهی | احسان خواجه‌امیری | احسان خواجه‌امیری | ۴:۰۲  |
| ۴.         | «انگار نه انگار»      | افشین یداللهی | امید حجت         | ایمان حجت        | ۴:۳۸  |
| ۵.         | «وقتی که نباشی»       | افشین یداللهی | پدرام کشتکار     | پدرام کشتکار     | ۴:۵۶  |
| ۶.         | «غریبانه (آرزوی خوب)» | افشین یداللهی | احسان خواجه‌امیری | بهنام خدارحمی    | ۳:۰۰  |
| ۷.         | «ترانه خونه»          | افشین یداللهی | احسان خواجه‌امیری | بهنام خدارحمی    | ۳:۴۹  |
| ۸.         | «من بی تو»            | افشین یداللهی | احسان خواجه‌امیری | امیر فتحی        | ۳:۵۲  |
| ۹.         | «حس غریبی»            | افشین یداللهی | احسان خواجه‌امیری | احسان خواجه‌امیری | ۴:۳۵  |
| ۱۰.        | «زمونه»               | افشین یداللهی | احسان خواجه‌امیری | احسان خواجه‌امیری | ۲:۳۷  |
| ۱۱.        | «میکس»                | -             | -                | احسان خواجه‌امیری | ۴:۱۹  |
| مجموع مدت: | مجموع مدت:            | مجموع مدت:    | مجموع مدت:       | مجموع مدت:       | ۴۲:۰۰ |